# Disney Jr. (Canadá)
Disney Jr. es un canal canadiense en idioma inglés de la especialidad propiedad de Corus Entertainment, que lanzó el 1 de diciembre de 2015. Es una versión localizada de la cadena estadounidense propiedad de The Walt Disney Company, transmitiendo programación animada dirigida a los niños de edad preescolar.

## Historia
Antes de septiembre de 2015, DHX Media (ahora WildBrain) operaba servicios de televisión de la marca Disney Junior en Canadá en los idiomas inglés y francés como productos derivados de Family Channel desde el 6 de mayo de 2011. En abril de 2015, Corus adquirió los derechos de programación canadienses de Disney Channel y marcas asociadas. Tras el anuncio del acuerdo de derechos, Corus declaró que lanzaría "ofertas de televisión lineal para niños con la marca Disney" en el futuro, después del lanzamiento de una versión canadiense de Disney Channel.
En agosto de 2015, el proveedor de televisión VMedia declaró en su sitio web que Corus lanzaría los canales Disney Junior y Disney XD el 1 de diciembre de 2015. Tras su lanzamiento el 1 de septiembre de 2015, Disney Channel emitió un bloque de programación con programas de Disney Junior. Los servicios de Disney Junior de DHX fueron renombrados como Family Jr. y Télémagino el 18 de septiembre.
El canal Disney Junior de Corus se lanzó oficialmente el 1 de diciembre de 2015 junto con Disney XD. Los derechos de DHX para transmitir la programación de Disney Junior expiraron el 1 de enero de 2016.
El 1 de septiembre de 2017, el canal obtuvo una licencia de servicio discrecional ; había estado operando como un canal exento antes de esa fecha.
No hay una contraparte en francés, sin embargo, Disney La Chaîne ofrece el bloque de programación matutina Disney Junior sur La Chaîne Disney para llevar la programación de la cadena en el idioma francés.
El 21 de abril de 2018, la cadena emitió su primera película, El rey león (1994), y ha continuado transmitiendo películas desde entonces.
El 10 de Juilo del 2025, Corus Entertainment Se Anunciado Que en 1 de Septiembre Del 2025, Disney Jr., Nickelodeon, Disney XD, La Chaîne Disney, y ABC Spark Cerra Sus Emisiones en Canada en la Medianoche Pero En Disney Channel, El Canal Puede Continuar Sus Emisiones.

## Programación

### Actual

#### Series animadas
| Título                           | Fecha de estreno      |
| -------------------------------- | --------------------- |
| Alice's Wonderland Bakery        | 12 de febrero de 2022 |
| The Chicken Squad                | 16 de mayo de 2021    |
| Fancy Nancy                      | 14 de julio de 2018   |
| Mickey Mouse Mixed-Up Adventures | 21 de enero de 2017   |
| Mickey Mouse Funhouse            | 22 de agosto de 2021  |
| Spidey and His Amazing Friends   | 7 de agosto de 2021   |
| Mira, la detective del reino     | 22 de marzo de 2020   |
| Muppet Babies                    | 23 de marzo de 2018   |
| Puppy Dog Pals                   | 23 de abril de 2017   |
| T.O.T.S.                         | 22 de junio de 2019   |

#### Series animadas adquiridas
| Título                                     | Fecha de estreno                                                        |
| ------------------------------------------ | ----------------------------------------------------------------------- |
| Bluey                                      | 4 de octubre de 2020                                                    |
| El gato ensombrerado viaja por todos lados | 17 de agosto de 2020                                                    |
| Chuggington                                | 23 de enero de 2017 - 1 de enero de 2021; 5 de julio de 2021 - presente |
| Gigantosaurus                              | 19 de enero de 2019                                                     |
| Little Charmers                            | 31 de diciembre de 2018                                                 |
| Mike el caballero                          | 1 de enero de 2018                                                      |
| Pikwik Pack                                | 14 de enero de 2022                                                     |
| PJ Masks                                   | 7 de febrero de 2016                                                    |
| Trucktown                                  | 1 de septiembre de 2018                                                 |
| Frankie y los Zhu Zhu Pets                 | 20 de noviembre de 2017                                                 |

### Próximamente
| Título       | Fecha de estreno |
| ------------ | ---------------- |
| ¡Eureka!     | 2022             |
| Firebuds     | 2022             |
| Pupstruction | 2023             |

### Anteriores

#### Series animadas
| Título                                     | Duración |
| ------------------------------------------ | --- |
| Doctora Juguetes                           | 1 de diciembre de 2015 - 1 de septiembre de 2020; 6 de noviembre de 2020 - 1 de septiembre de 2021 [lower-alpha 1] |
| Elena de Ávalor                            | 23 de julio de 2016-1 de septiembre de 2020                                                                        |
| Goldie y Osito                             | 1 de diciembre de 2015-1 de septiembre de 2019                                                                     |
| Handy Manny                                | 1 de diciembre de 2015 - 31 de agosto de 2016                                                                      |
| Henry Hugglemonster                        | 1 de diciembre de 2015-26 de agosto de 2017                                                                        |
| Los imaginadores                           | 1 de diciembre de 2015 - 31 de agosto de 2016                                                                      |
| Jake y los piratas del país de Nunca Jamás | 1 de diciembre de 2015-28 de agosto de 2017                                                                        |
| Little Einsteins                           | 1 de diciembre de 2015-26 de agosto de 2017                                                                        |
| La guardia del león                        | 17 de enero de 2016-1 de septiembre de 2020                                                                        |
| La casa de Mickey Mouse                    | 1 de diciembre de 2015-1 de septiembre de 2019                                                                     |
| Miles from Tomorrowland                    | 1 de diciembre de 2015-1 de septiembre de 2019                                                                     |
| The Rocketeer                              | 10 de noviembre de 2019-30 de agosto de 2020                                                                       |
| Sheriff Callie's Wild West                 | 1 de diciembre de 2015-28 de agosto de 2017                                                                        |
| Sofia the First                            | 1 de diciembre de 2015 - 31 de agosto de 2019                                                                      |
| Special Agent Oso                          | 1 de diciembre de 2015 - 31 de agosto de 2016                                                                      |
| Vampirina                                  | 7 de octubre de 2017-28 de agosto de 2021                                                                          |

#### Series animadas adquiridas
| Título                                 | Duración                                                                       |
| -------------------------------------- | ------------------------------------------------------------------------------ |
| The Berenstain Bears                   | 3 de septiembre de 2016-30 de agosto de 2018                                   |
| Dinopaws                               | 28 de agosto de 2017-30 de diciembre de 2018                                   |
| Guess with Jess                        | 1 de diciembre de 2015 - 2 de septiembre de 2016; 5 al 30 de diciembre de 2016 |
| Harry and His Bucket Full of Dinosaurs | 6 de enero - 15 de agosto de 2020                                              |
| Jane and the Dragon                    | 1 de diciembre de 2015-2 de septiembre de 2016                                 |
| Amigazazo                              | 1 de septiembre de 2018-25 de febrero de 2019                                  |
| Mi amigo Conejo                        | 1 de diciembre de 2015-30 de agosto de 2018                                    |
| Rolie Polie Olie                       | 1 de diciembre de 2015-30 de agosto de 2018                                    |
| Timothy va a la escuela                | 3 de septiembre de 2016-27 de agosto de 2017                                   |
| Willa y los animales                   | 1 de diciembre de 2015-30 de agosto de 2018                                    |
| Zigby                                  | 2 de enero - 28 de mayo de 2017                                                |